# Činek

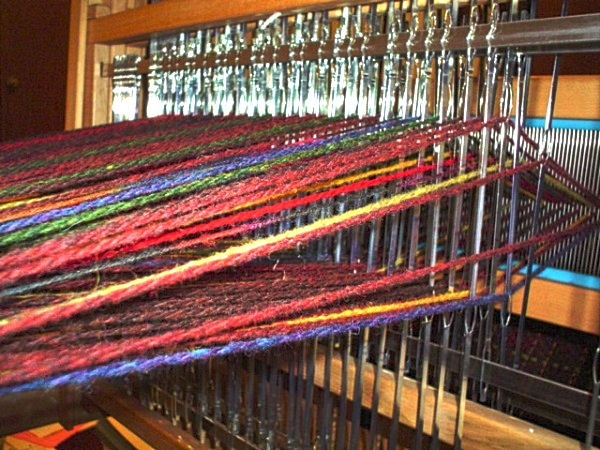
Tkací list s dřevěnými činky

Činek (angl.: heddle rod, něm.: Litzentragschiene) je lišta sloužící k uchycení nitěnek na tkacím listu. 
Rám tkacího listu sestává ze dvou vodorovných činků upevněných mezi svislými krajnicemi. Činky byly (asi do poloviny 20. století) zhotoveny ze dřeva  (viz snímek vpravo),  na novějších tkacích strojích se používají činky z lehkých kovů, případně z kovových  slitin zesílených uhlíkovými vlákny. 